# دیزاپایت (کوه)
دیزاپایت (ارمنی: Դիզափայտ) کوهی که در استان هادروت در کشور جمهوری آرتساخ واقع شده‌است و ۲٬۴۷۸ متر از سطح دریا ارتفاع دارد.

## نگارخانه

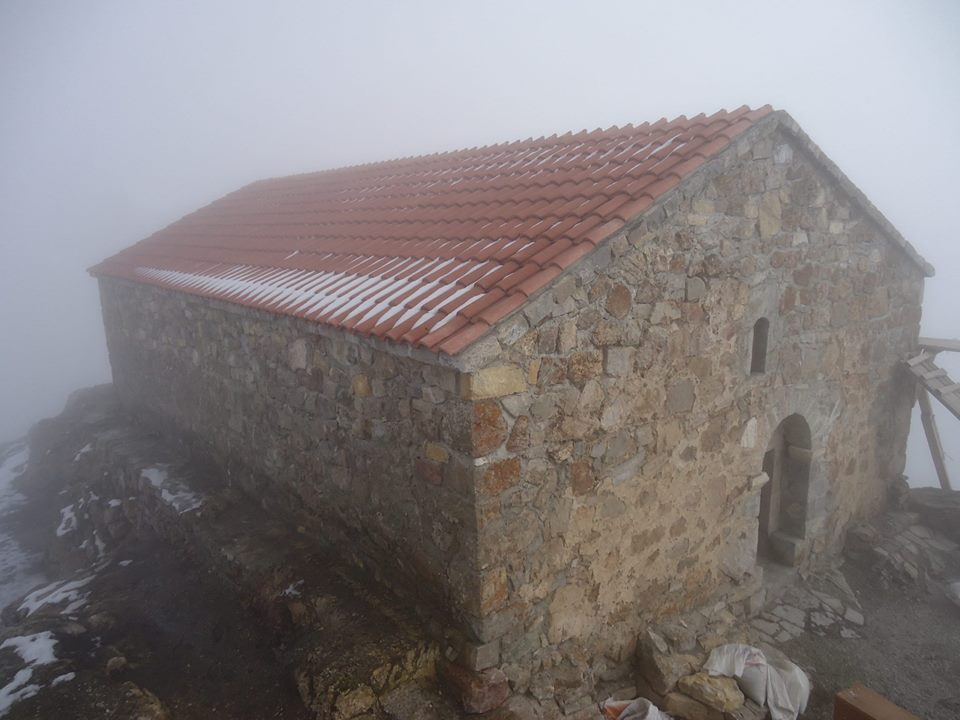
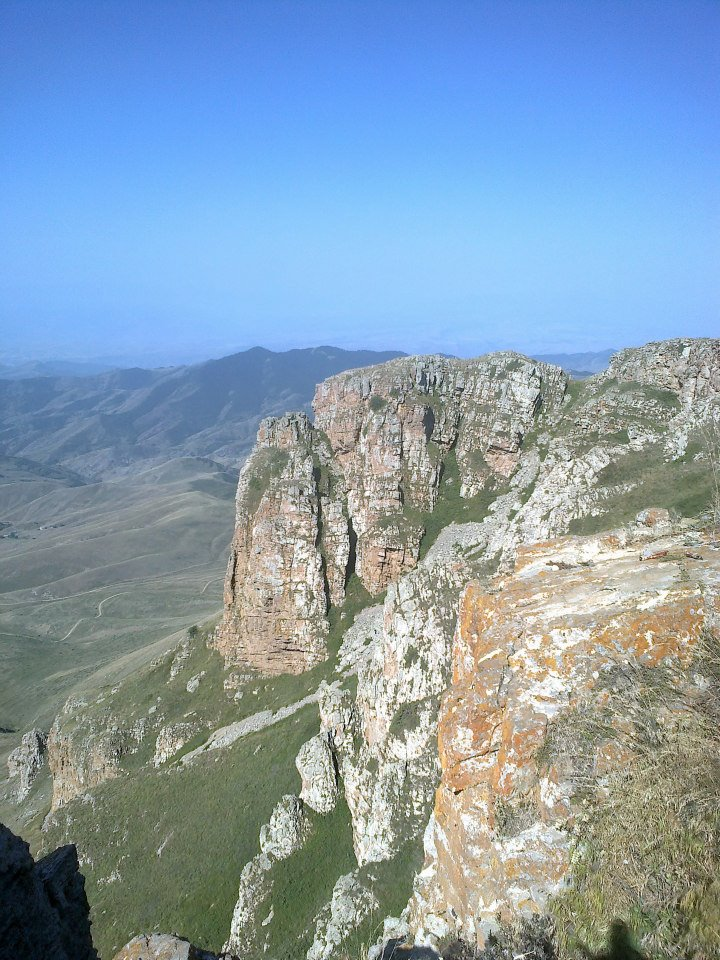
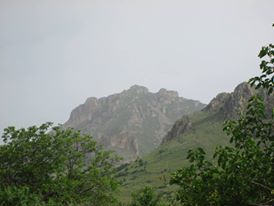
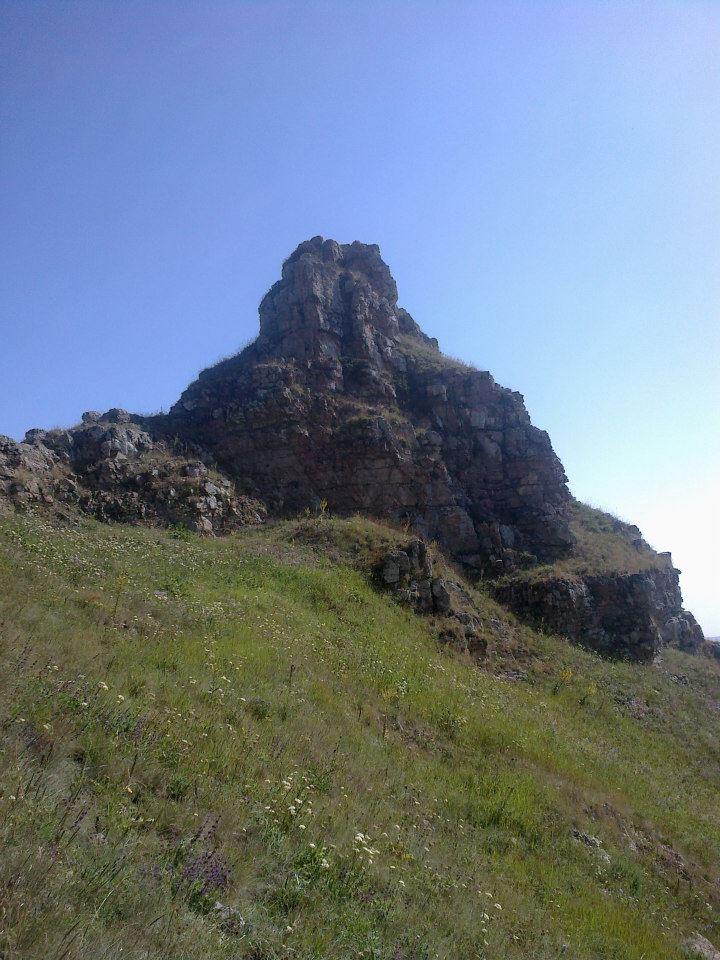